# BBÖ 2021/s
Die 2021/s war eine zweiachsige Schmalspur-Diesellokomotive der BBÖ mit dieselelektrischer Kraftübertragung. Sie ist die älteste Verbrennungsmotor-Lokomotive Österreichs.

## Geschichte

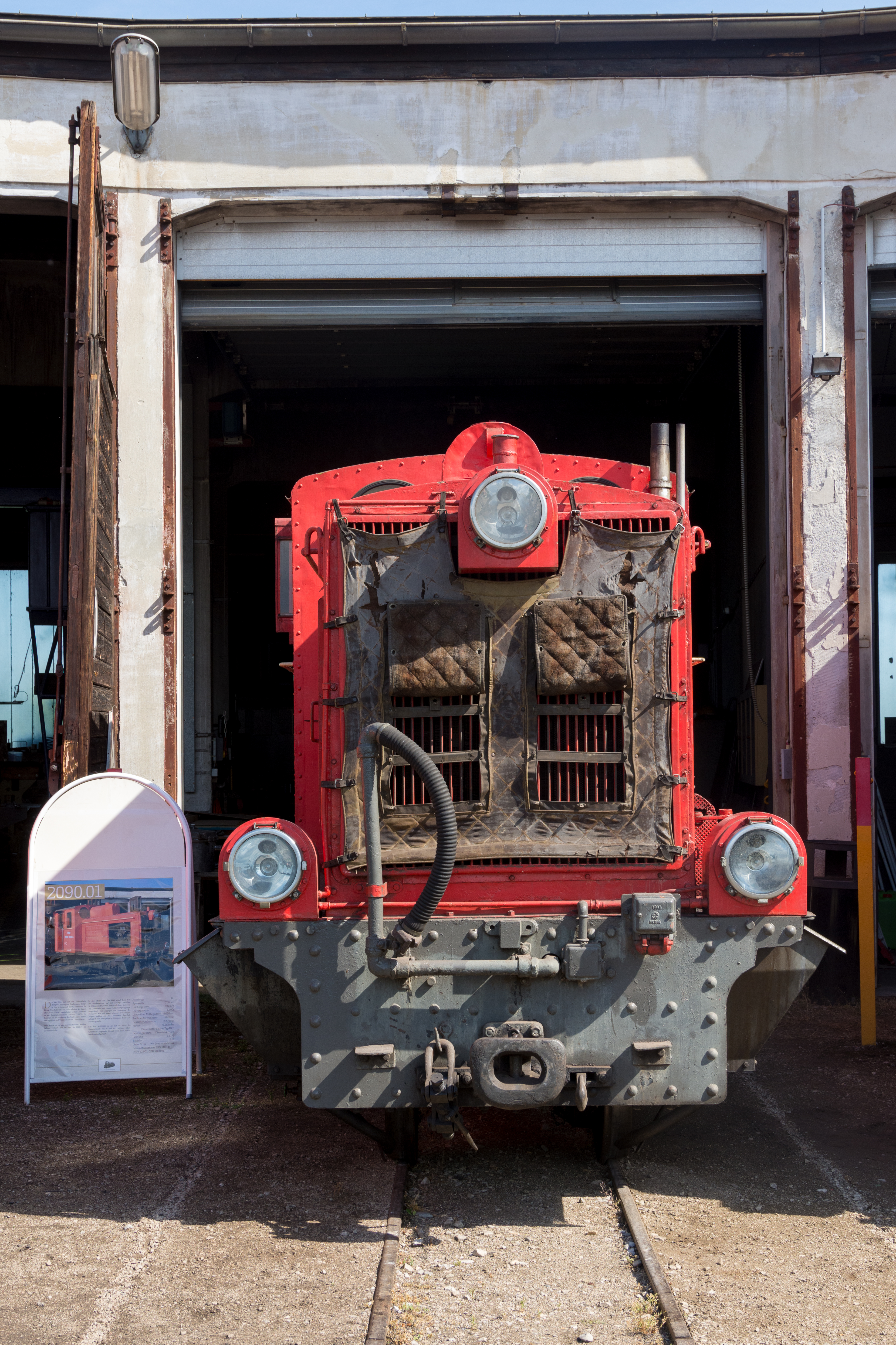
Frontansicht

Die Lokomotive wurde von Warchalowski, Eissler & Co. in Zusammenarbeit mit der Lokomotivfabrik der StEG nach den Patenten von GEBUS gebaut, die ersten Probefahrten fanden am 23. Juli 1927 statt. Im August desselben Jahres wurde sie, ursprünglich mit einem Benzinaggregat motorisiert, von der Zillertalbahn angemietet. Grund war die verspätete Lieferung eines bei Warchalowski (welche in Zwischenzeit in finanzielle Probleme geraten waren) bestellten benzin-elektrischen Triebwagens. Die Lok kam im Zillertal im Personenverkehr und im Verschub zum Einsatz und legte dabei täglich bis zu 256 Kilometer im Streckeneinsatz zurück. Obwohl sie sich bewährte, ging sie anschließend wieder an den Hersteller zurück, der 1928 von der Staatseisenbahngesellschaft übernommen wurde.
Am 22. August 1930 wurde die Lokomotive von der BBÖ zum Preis von 85.000 Schilling gekauft und auf der Ybbstalbahn stationiert. Die Deutsche Reichsbahn reaktivierte 1942 die seit 1937 abgestellte Maschine und rüstete sie auf Gasbetrieb um, sie war nun zeitweise auf der Krumpe eingesetzt. Die Leistung war nicht zufriedenstellend, daher wurde sie nach dem Zweiten Weltkrieg mit einem Dieselaggregat ausgestattet.
Die ÖBB bezeichneten das Einzelstück ab 1953 als 2090.01 und überstellten sie wieder nach Waidhofen an der Ybbs. Im Jahr 2000 wurde sie als zu diesem Zeitpunkt älteste Schmalspurdiesellok Österreichs ausgemustert und vom Club Mh.6 in Ober-Grafendorf an der Mariazellerbahn zur musealen Erhaltung erworben. Sie ist nach wie vor betriebsfähig.

## Technische Merkmale

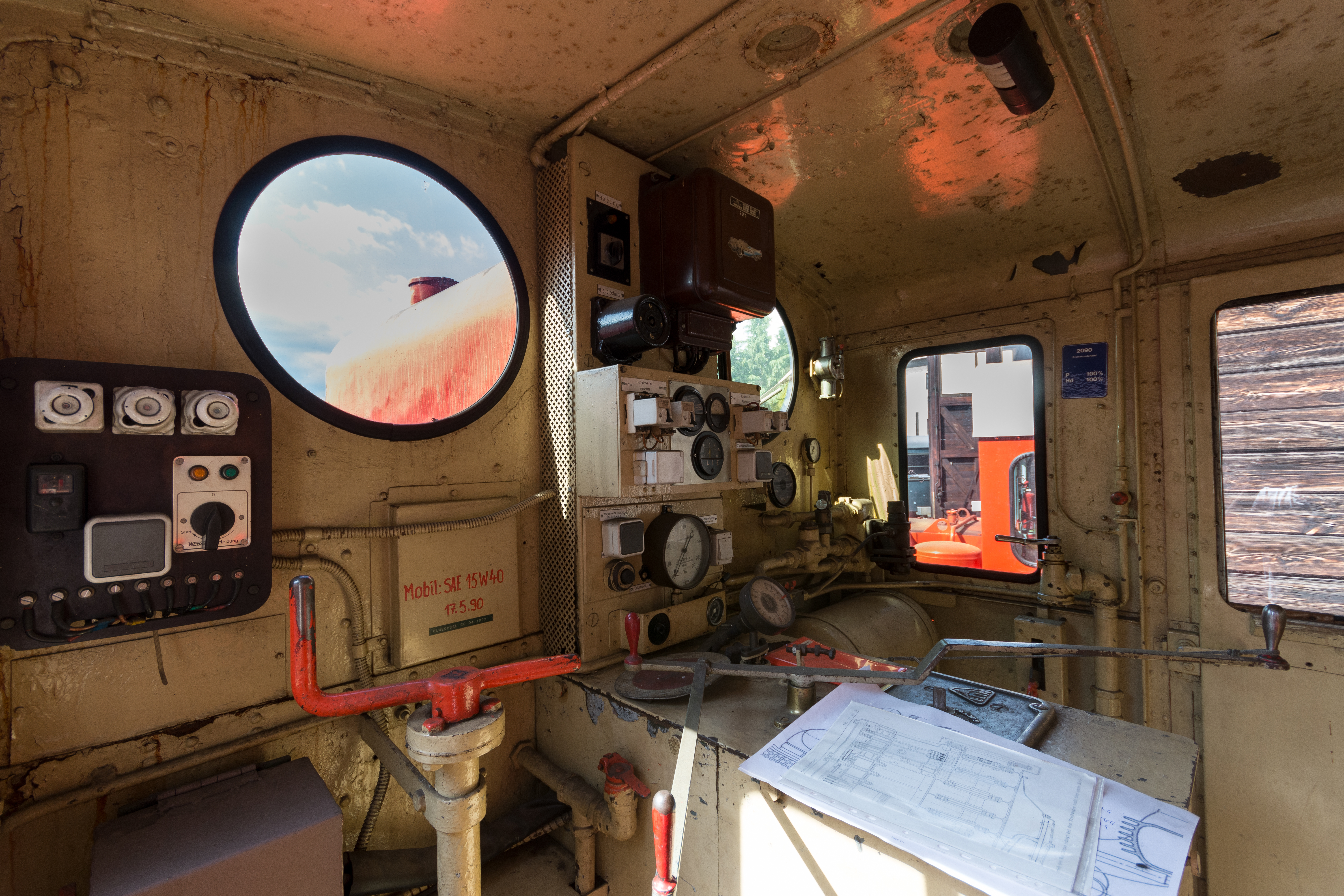
Führerstand mit Gashebel (Mitte)

Die 2090.01 hatte ursprünglich einen genieteten Hauptrahmen aus 16 mm starkem Stahlblech, der nachträglich verschweißt wurde. Der eiserne Lokkasten stützt sich mittels Blattfedern auf die beiden Radsätze. Die Lok hat eine Webastoheizung. Vor dem Führerhaus, dieses befindet sich am hinteren Rahmenende, ist ein schmaler Vorbau angeordnet, in dem die Antriebsanlagen untergebracht sind. Der 250 Liter fassende Treibstofftank war ursprünglich auf dem Führerhausdach montiert, wanderte aber später auf den Motorvorbau. Die Lok ist mit der in Österreich für Schmalspurbahnen typischen Mittelpufferkupplung mit seitlichen Kupplungsspindeln (Bosna-Kupplung) ausgestattet.
Ursprünglich tannengrün trug sie später einen blutorangen Anstrich, der in ihren letzten Betriebsjahren auf verkehrsrot erneuert wurde.
Die 2090.01 hat eine dieselelektrische Kraftübertragung nach dem System Gebus. Die Geschwindigkeit und Zugkraft passen sich bei diesem System bei konstanter Drehzahl und Leistung des Motors den Anhängelasten und den Steigungen der Strecke automatisch an. Die Maschine besaß bei ihrer Ablieferung einen Vierzylinder-Warchalowski-Ottomotor vom Typ STEG 30, der bei 1.000/min rund 120 PS leistete. Nach einem zwischenzeitlichen Betrieb mit Holzgas wurde der Motor durch einen Saurer-BXD-Dieselmotor von gleicher Leistung ersetzt. Der Verbrennungsmotor treibt einen Gleichstrom-Nebenschlussdynamo BBC Typ DCC mit 250 V Nennspannung an, welcher den Strom für die beiden Tatzlager-Fahrmotore vom Typ ELIN BBF 30 mit je 40 PS Stundenleistung erzeugt. Die Geschwindigkeitsregulierung erfolgt stufenlos rein durch mechanische Regelung der Dieselmotor-Drehzahl über den Gashebel. Dieser wird durch eine Feder stets in Leerlaufposition gehalten. Die Maschine hat eine Hardy-Vakuumbremse für Lok und Wagenzug, aber keine Sifa.
Nachdem sich die Konstruktion bewährte, beschafften die BBÖ ab 1934 die drei ähnlich dimensionierten Schmalspur-Lokomotiven Baureihe 2040/s. Die ab 1936 gebauten Gepäcktriebwagen BBÖ 2041/s sind ebenfalls nach dem Gebus-Prinzip konstruiert und somit technisch der 2021/s eng verwandt.

## Einsatz
Die Lok war überwiegend in Waidhofen an der Ybbs stationiert und auf der Ybbstalbahn hauptsächlich im Verschub, seltener im Streckendienst nach Ybbsitz eingesetzt.